# ألان بلاك
ألان بلاك (بالإنجليزية: Alan Black)‏ (4 يونيو 1943 في المملكة المتحدة - ) هو لاعب كرة قدم بريطاني في مركز الدفاع. لعب مع نادي سندرلاند ونورويتش سيتي ونادي دمبرتون.

## وصلات خارجية
- ألان بلاك على موقع قاعدة بيانات كرة القدم.إي يو (الإنجليزية)